# 올림픽 비치발리볼
올림픽 비치발리볼은 올림픽에서 비치발리볼로 경기를 겨루는 올림픽 경기 종목이다. 비치발리볼은 1992년 하계 올림픽에서 시범 종목으로 도입되었으며, 1996년부터 공식 올림픽 스포츠가 되었다. 미국은 모든 대회에서 메달을 획득한 유일한 국가이다.
국제 비치발리볼에서는 올림픽 우승이 최고의 영예로 꼽히며, 세계선수권, 국제배구연맹(FIVB)의 남녀 월드투어가 그 뒤를 잇는다.

## 메달 집계
| 순위 | 국가           | 금메달 | 은메달 | 동메달 | 합계 |
| ---- | -------------- | ------ | ------ | ------ | ---- |
| 1    | 미국           | 6      | 2      | 1      | 9    |
| 2    | 브라질         | 2      | 6      | 3      | 11   |
| 3    | 오스트레일리아 | 1      | 0      | 1      | 2    |
| 3    | 독일           | 1      | 0      | 1      | 2    |
| 5    | 중화인민공화국 | 0      | 1      | 1      | 2    |
| 6    | 스페인         | 0      | 1      | 0      | 1    |
| 7    | 캐나다         | 0      | 0      | 1      | 1    |
| 7    | 스위스         | 0      | 0      | 1      | 1    |
| 7    | 라트비아       | 0      | 0      | 1      | 1    |
| 합계 | 합계           | 10     | 10     | 10     | 30   |

## 세부 종목
| 종목 | 92 | 96 | 00 | 04 | 08 | 12 | 16 | 계 |
| ---- | -- | -- | -- | -- | -- | -- | -- | -- |
| 남자 | •  | •  | •  | •  | •  | •  | •  | 6  |
| 여자 | •  | •  | •  | •  | •  | •  | •  | 6  |
| 합계 |    | 2  | 2  | 2  | 2  | 2  | 2  |    |

## 같이 보기
- 올림픽 배구

## 참고 자료
- “비치발리볼”. SR/Olympic Games. 2009년 5월 15일에 원본 문서에서 보존된 문서. 2011년 11월 7일에 확인함.
- “비치발리볼”. 국제 올림픽 위원회.